# Willie Dynamite
Willie Dynamite ist ein amerikanischer Spielfilm aus dem Jahr 1974 mit den Hauptdarstellern Roscoe Orman, Diana Sands, Thalmus Rasulala sowie Joyce Walker und wurde von Universal Pictures veröffentlicht. Der Film handelt vom New Yorker Zuhälter Willie Dynamite.

## Handlung
Am Anfang der Geschichte fährt der Zuhälter Willie Dynamite mit seinem lilafarbenen Cadillac Fleetwood Eldorado auf den Straßen von Midtown Manhattan und findet sich dort in einem Hotel ein, um die Zahlungen seiner Mitarbeiterinnen entgegenzunehmen. Willie Dynamite fällt durch auffällige Kleidung auf; der Stil wird oft in Filmen des Genres Blaxploitation gezeigt. Insgesamt arbeiten sieben Frauen für ihn, seine neueste Mitarbeiterin namens Pashen übergibt ihm zuletzt das Geld. Willie Dynamite ist ungehalten über den zu geringen Betrag und äußert dies eindrucksvoll. Er vergleicht sein Gewerbe mit den Produktionslinien amerikanischer Automobilhersteller. Als strategisches Ziel strebt er die Marktführerschaft unter den Zuhältern in New York an.
Bei einem Treffen von Zuhältern, an dem auch Willie Dynamite teilnimmt, weist der momentan führende Zuhälter Bell darauf hin, dass die Polizei derzeit die Prostitutionsaktivitäten zu reduzieren versucht. Aus diesem Grunde schlägt Bell eine Gebietsaufteilung und exklusive Marktnutzung für die anwesenden Personen vor. Allgemein wird der Vorschlag begrüßt, nur Willie Dynamite kann sich damit nicht anfreunden. Die Begründung für seine ablehnende Haltung ist, dass er seine Frauen als überlegen ansehe. Daher präferiere er den Zugang zum gesamten Markt und nicht nur zu einem zugewiesenen Gebiet.
Kurz nach dem Treffen wird seine Mitarbeiterin Pashen verhaftet. Die Sozialarbeiterin Cora hat sich zum Ziel gesetzt, die Prostituierten von Willie Dynamite zur Aufgabe ihrer Tätigkeit und zur Aufnahme einer alternativen Beschäftigung zu bewegen. Cora sucht Pashen in der Haft auf und argumentiert in diese Richtung und bringt den Vorschlag, Pashen könne als Fotomodell arbeiten, was sogleich abgelehnt wird. Willie Dynamite bringt die von einem Gericht geforderte Kaution für Pashen auf; sie muss nicht in die Haft zurückkehren. Cora besucht die Prostituierten im Appartement von Willie Dynamite und erklärt, die Frauen würden von dem Zuhälter finanziell unangemessen entlohnt. Pashen wird erneut verhaftet und wiederum schaltet sich Cora ein. Bei dieser Gelegenheit erklärt Cora, sie sei selbst einst Prostituierte gewesen. Nachdem Pashen das Gefängnis wiederum nach kurzer Zeit verlassen kann, arbeitet sie jetzt als Fotomodell und gibt dies Willie Dynamite bekannt. Cora versucht außerdem in den Wohnung des Zuhälters Bankunterlagen zu finden, was nicht erfolgreich ist.
Die Prostituierte Honey von Willie Dynamite kommt bei einer Auseinandersetzung mit konkurrierenden Anbieterinnen zu Tode. Die Mitarbeiterinnen von ihm werden jetzt verhaftet, seine Bankkonten werden von den Behörden eingefroren. Er kann die Kautionen für seine Mitarbeiterinnen nicht mehr aufbringen. Pashen wird im Gefängnis das Gesicht zerschnitten. Der Zuhälter Bell sucht Willie Dynamite auf und will ihm aus dem Geschäft drängen. Willie Dynamite setzt sich bei der Auseinandersetzung durch. Er wird von zwei Polizisten wegen Drogenbesitz verhaftet. Aufgrund rechtlicher Mängel bei der Beweissicherung muss Willie Dynamite wieder freigelassen werden. Am Ende des Filmes geht er als freier Mann durch die Straßen von New York.

## Soundtrack
Der Soundtrack von Willie Dynamite mit der Musik des Komponisten J. J. Johnson ist 2005 als CD beim MCA Records Label unter der Nummer B0003622-02 / MCA -393  erschienen.